# الاستفتاء الرئاسي المصري 1981

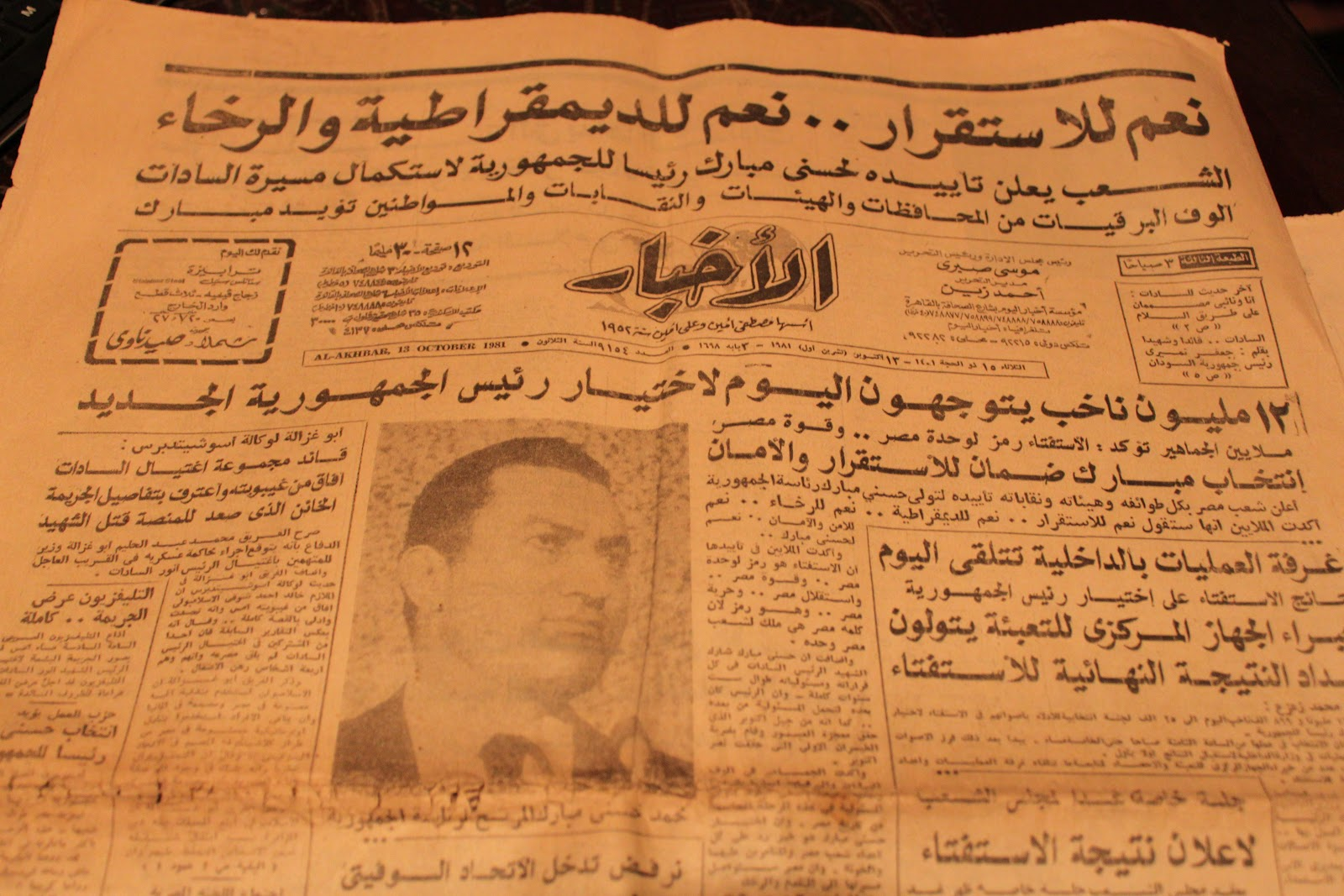
جريدة الأخبار

الاستفتاء الرئاسي المصري عام 1981 هو الاستفتاء الأول  في عهد حسني مبارك.وأجري الاستفتاء على ترشيح محمد حسني مبارك لمنصب رئيس جمهورية مصر العربية يوم 13 أكتوبر عام 1981، بعد اغتيال الرئيس أنور السادات في 6 أكتوبر 1981 م. انتخب مبارك من 98.5٪ من الأصوات. وكانت نسبة المشاركة 81.1٪ .

## النتائج
النتائج الرسمية المعلنة
| الاختيار                                             | الأصوات    | %    |
| ---------------------------------------------------- | ---------- | ---- |
| موافق (نعم)                                          | 9,567,904  | 98.5 |
| معارض (لا)                                           | 149,650    | 1.5  |
| أصوات باطلة                                          | 37,212     | –    |
| الإجمالي                                             | 9,754,766  | 100  |
| المسجلون في قاعدة البيانات الانتخابية- نسبة المشاركة | 12,038,462 | 81.1 |